# 国際連合シエラレオネ監視団
国際連合シエラレオネ監視団（こくさいれんごうシエラレオネかんしだん United Nations Observer Mission in Sierra Leone,UNOMSIL）はシエラレオネに展開した国際連合平和維持活動。1998年7月13日の国際連合安全保障理事会決議1181を基に設立された。

## 概要
1991年に勃発したシエラレオネ内戦はシエラレオネ政権側と革命統一戦線(RUF)との戦闘であった。シエラレオネ政権側も一党制であり、内戦中にもかかわらず、クーデターにより軍事政権になるなど、情勢は不穏であった。1993年頃には膠着状態になり、政権側は民主選挙を行い内戦終結を目指した。1996年2月に大統領選挙が行なわれ、文民のアフマド・テジャン・カバーが当選、大統領となった。1996年11月にはRUFとの和平協定が結ばれている。RUFの武装解除などを目指した和平協定は、ほとんど遂行されなかった。このような中で1997年5月27日にジョニー・ポール・コロマ少佐がクーデターを行い、政権を奪取した。カバーは国外脱出し、コロマ率いる軍事革命評議会(AFRC)は、RUFと連携しシエラレオネの掌握に乗り出した。
シエラレオネには、政情不安から西アフリカ諸国経済共同体(ECOWAS)の多国籍軍(ECOMOG)がすでに駐留していた。ECOWASやアフリカ統一機構(OAU)は軍事政権に対し圧力を掛け、文民政権を復帰を求めたが、受け入れられなかったため、経済制裁が実施された。10月8日の安全保障理事会決議1132によっても、これが追認され、ECOMOGはシエラレオネへの禁輸措置を強制履行している。
軍事政権側は文民復帰に同意したものの、これはなかなか履行されなかった。このため、ナイジェリア軍を主力とするECOMOGは1998年2月5日より軍事政権に対して軍事行動を開始した。AFRCは敗退し、1週間後にはカバーが政権復帰することとなった。
国際連合は3月には先遣要員がシエラレオネに展開していた。シエラレオネの和平を進めるため、7月13日に決議1181を採択、国際連合シエラレオネ監視団(UNOMSIL)を設立し、ECOMOGともに和平構築にあたることとなった。UNOMSILの任務はシエラレオネの状況を監視・報告すること、各勢力の武装解除・治安維持にあたるECOMOGの活動を監視すること、人権侵害状況について監視・報告することなどであった。1998年11月時の規模は軍事監視要員41名、医療部隊を含む文民73名。
この間にも、ECOMOGとRUFの戦闘は続き、状況は不安定であった。ナイジェリアに拘束されていたアハメド・フォディ・サンコーがシエラレオネに移送されたが、これが死刑判決を受けるとRUFは反発し、ECOMOGに対する攻勢を強め、12月に入り首都フリータウンの大半はRUFが掌握した。このような情勢のため、UNOMSILは満足な現地展開ができず、コナクリに撤退した。1999年1月にECOMOGは反撃し、フリータウンを奪回した。カバー大統領はサンコーの恩赦と引き換えに、停戦を呼びかけ、5月に停戦合意が結ばれた。7月にはロメ和平合意が結ばれた。
UNOMSILはこれを支援することとなったが、UNOMSIL自身は軍事監視要員を主体とする小規模な組織であるため、1999年10月時には軍事監視要員192名を基幹とするまでに増員されていたが、陣容が不足であった。このため、1999年10月22日の国際連合安全保障理事会決議1270により、平和維持軍も含めた大規模なPKOである国際連合シエラレオネ派遣団 (United Nations Mission in Sierra Leone,UNAMSIL)が設立され、それへと移行した。